# Hesheng (socken i Kina, Heilongjiang)
Hesheng (kinesiska: 和盛, 和盛乡) är en socken i Kina. Den ligger i provinsen Heilongjiang, i den nordöstra delen av landet, omkring 290 kilometer nordväst om provinshuvudstaden Harbin. Antalet invånare är 20 914. Befolkningen består av 10 594 kvinnor och 10 320 män. Barn under 15 år utgör 16,0 %, vuxna 15-64 år 75 %, och äldre över 65 år 7,0 %.
Genomsnittlig årsnederbörd är 763 millimeter. Den regnigaste månaden är juli, med i genomsnitt 247 mm nederbörd, och den torraste är januari, med 8 mm nederbörd.